# Байда (лодка)

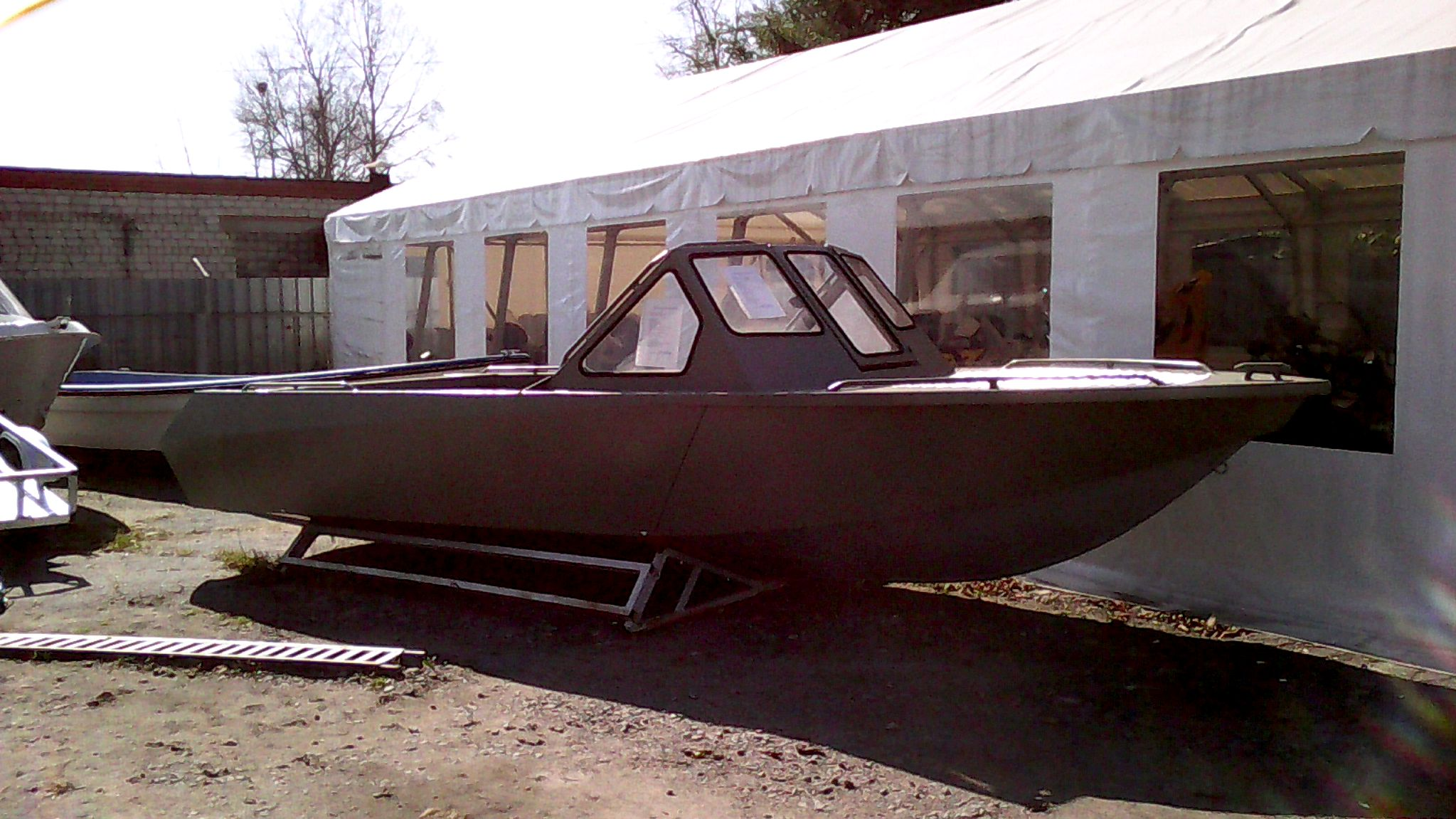
Большая морская моторная лодка «Самурай-615», длина 6150 мм, ширина 2200 мм, подвесные моторы мощностью до 175 л. с., выпускается во Владивостоке.
У браконьеров Каспия моторные лодки ещё больше.

Байда (браконьерская морская лодка Каспия) — быстроходная моторная лодка морского исполнения.
Осадка малая, средняя длина — около 10 метров. Конструкция и форма лодки такова, что позволяет преодолевать морскую волну.
Оснащение:
- суммарная мощность подвесных моторов, которые обычно устанавливаются на эти лодки в профильном исполнении и, как правило, представляют собой комбинацию от трёх до четырёх подвесных лодочных моторов с максимально возможной мощностью, в итоге даёт свыше 1000 л. с.
- как правило, комплектуется новейшей навигационной техникой.

Оснащение лодки позволяет развивать скорость до 100 км/ч при существенной загрузке, при этом обеспечивает резерв тяги на случай выхода из строя одного или даже трёх моторов и возможность ориентироваться в море в любое время суток без визуальной привязки к местности.
Данная конструкция и исполнение лодки являются самоделкой. Как правило, изготавливаются они в Астраханской области, в Калмыкии, в Дагестане и на Азове. Относительная себестоимость такой лодки составляла около 50 тыс. долларов.